# Warner Koiter
Warner Tjardus Koiter (né le 16 juin 1914 à Amsterdam; mort le 2 septembre 1997 à Delft) est un professeur de mécanique néerlandais de l’Université de technologie de Delft. Il s'est essentiellement consacré aux problèmes d'unicité et de stabilité de l'équilibre en mécanique non linéaire.

## Biographie
Fils de professeur, Koiter grandit à Zutphen. Il étudia de 1931 à 1936 les sciences de l’ingénieur (et notamment le calcul des structures) à l’Université de technologie de Delft, dont il sortit diplômé avec félicitations. Il exerça ensuite en tant qu'ingénieur à l'Institut National de Recherches en Aéronautique d'Amsterdam (Rijks Studiedienst voor de Luchtvaart, rebaptisé plus tard Nationaal Lucht- en Ruimtevaartlaboratorium, ou NLR en abrégé) auprès d’A. van der Neut, en 1938 au Bureau des Brevets et en 1939 au service national de l'aviation civile, dont il dirigeait le Service d’Études. Pendant la Seconde Guerre mondiale il travailla de nouveau à l’Institut de recherches en aéronautique (NLR), ce qui lui permit de préparer sa thèse « Sur la stabilité de l’équilibre élastique » sous la direction de Biezeno à l’Université de technologie de Delft, et qu'il ne put soutenir qu'en 1945 (sa thèse était rédigée dès 1942) : car il refusait toute compromission avec l'Occupant, ce qui lui valut le qualificatif de « samouraï parmi les Pharisiens. » Cette célèbre thèse, dont il avait exposé les principaux résultats à l’Université Harvard à la fin des années 1950, sera d'ailleurs traduite en anglais et publiée par la NASA en 1960. En 1949 il obtint la chaire de Mécanique appliquée de l’Université de technologie de Delft, qu'en 1973 cet établissement rebaptisa en son honneur chaire de Theorie de résistance et de Stabilité des Structures (car il avait menacé de démissionner après les révoltes estudiantines de la fin des années 1960). Il obtint le titre de professeur émérite en 1979.
Il fut désormais reconnu comme un expert international en mécanique, et fut récompensé de la médaille Von-Karman (1965) ainsi que de la médaille Timoshenko (1968). Il n'était pourtant encore connu que pour ses travaux fondamentaux sur l'équilibre élastique des milieux continus (en particulier les non-linéarités qui accompagnent la transition vers le flambement) ; il se consacra désormais à la théorie des coques, aux grandes déformations élastiques et à la question de l'unicité de l'équilibre en  théorie de la plasticité.
En 1976, Koiter fut élu membre de l'Académie allemande Leopoldina. Il était alors déjà membre de l'Académie royale néerlandaise des arts et des sciences, de l’Académie américaine des arts et des sciences (1974), de la Royal Society (1982) et de la National Academy of Engineering. En 1996, l'American Society of Mechanical Engineers (ASME) a créé la médaille Warner T. Koiter et lui attribua ce prix en tant que premier lauréat l'année suivante. L'Institut de Mécanique de l’Université de technologie de Delft porte son nom. Il était docteur honoris causa des universités de Glasgow, de Bochum, de Gand et de Liège.
Il a dirigé la thèse de Jacob Willem Cohen.

## Œuvres
- W. T. Koiter´s Elastic stability of solids and structures, Cambridge University Press 2009 (édition critique revue par Arnold M. A. van der Heijden)
- Éditeur des actes des congrès de l'IUTAM
  - On the theory of thin elastic shells. Delft, 24-28 août 1959, North Holland 1960
  - Theory of Shells, 3e Symposium de l'IUTAM sur la théorie des coques, Tbilisi 1978, North Holland 1980
  - Theoretical and applied mechanics. 14e Congrès, Delft 1976, North Holland 1977
- Stress-strain relations, uniqueness and variational theorems for elastic-plastic materials with a singular yield surface, Quarterly of Applied Mathematics, vol. 11, 1953, pp. 350-354
- General theorems for elastic-plastic solids, in Ian Sneddon, Rodney Hill (éd.) Progress in solid mechanics, vol. 6, North Holland, 1960-61, pp. 165-221
- A consistent first approximation in the theory of thin elastic shells, in Koiter (Hrsg) Proc. IUTAM Symp. on the theory of thin elastic shells, North Holland, 1960, pp. 12-33
- On the nonlinear theory of thin elastic shells, Teil 1-3, Proc. Kon. Ned. Akad. Wet., vol. 69,  1966, pp. 1-54
- On the foundation of the linear theory of thin elastic shells, Proc. Kon. Ned. Akad. Wet., vol. 73, 1970, pp. 169-195
- Stijfheid en sterkte 1: grondslagen, Haarlem, Scheltema & Holkema 1972
- Omzien en verwondering, maar niet in wrok[7], in J. F. Besseling, A. M. A. van der Heijden (éd.) Trends in solid mechanics. Proc. of the Symposium dedicated to the 65. Birthday of W. T. Koiter, Delft University Press 1979, pp. 237-246